# Soyuz TM-31
Soyuz TM-31 foi uma missão tripulada russa, a sexta missão espacial e a primeira nave Soyuz a visitar a ISS, lançada ao espaço do Cosmódromo de Baikonur em 28 de abril de 2001, cuja tripulação, a Expedição 1, inaugurou a ocupação permanente por humanos da Estação Espacial Internacional.

## Tripulação

### Lançamento
| Posição             | Tripulante                                 | Duração          | Pousou na |
| ------------------- | ------------------------------------------ | ---------------- | --------- |
| Comandante          | Yuri Gidzenko                              | 140d 23h 38m 54s | STS-102   |
| Engenheiro de voo 1 | Sergei Krikalev                            | 140d 23h 38m 54s | STS-102   |
| Engenheiro de voo 2 | William Shepherd Comandante da Expedição 1 | 140d 23h 38m 54s | STS-102   |

### Retorno
| Posição           | Tripulante       | Duração        | Lançou na   |
| ----------------- | ---------------- | -------------- | ----------- |
| Comandante        | Talgat Musabayev | 7d 22h 04m 08s | Soyuz TM-32 |
| Engenheiro de voo | Yuri Baturin     | 7d 22h 04m 08s | Soyuz TM-32 |
| Turista espacial  | Dennis Tito      | 7d 22h 04m 08s | Soyuz TM-32 |

## Parâmetros da missão
- Massa: ? kg
- Perigeu: 190 km
- Apogeu: 249 km
- Inclinação: 51.6°
- Período: 88.6 minutos

## Missão
Os dois russos e o comandante norte-americano da missão habitaram a estação por mais de quatro meses, inaugurando o plano de uma década de 'habitação-permanente", retornando à Terra no ônibus espacial Discovery (STS-102), em março de 2001, enquanto a TM-31 permaneceu mais dois meses acoplada à estação, retornando em maio com outra tripulação e com o turista espacial Dennis Tito.
Os primeiros dias a bordo da estação dos astronautas da TM-31, foram  destinados a colocar em funcionamento uma série de sistemas e equipamentos on line de apoio à vida no espaço e os meses posteriores preenchidos com a prática de exercícios e com as experiências de viver um longo tempo na microgravidade.